# Breguet Bre 482
Il Breguet Bre 482  fu un aereo da bombardamento pesante, un quadrimotore monoplano sviluppato dalla azienda aeronautica francese Société anonyme des ateliers d'aviation Louis Breguet nella seconda metà degli anni quaranta del XX secolo e rimasto allo stadio di prototipo.

## Storia del progetto
Nel dicembre 1936 il Ministero dell'Aeronautica francese pubblicò una specifica per un bombardiere pasante quadrimotore a quattro posti, designata A 21. L'ufficio tecnico della Société anonyme des ateliers d'aviation Louis Breguet progettò il modello Bréguet 480 (o Bre 480) dotato dei motori radiali Gnome et Rhône 18L da 1.226 CV (914 kW), capace i trasportare un carico di 1.000 kg di bombe su un raggio d'azione di 2.500 km. Tuttavia la Gnome et Rhône abbandonò il motore 18L, e non fu in grado di indicare una data per il successivo sviluppo, il 18P a 18 cilindri a doppia stella erogante la potenza di 1.500 CV. Dopo aver preso in considerazione una versione (Bre 481)  con apertura alare ridotta e alimentata da due motori in linea a 12 cilindri a V Hispano-Suiza 12Y, la Breguet rielaborò il progetto dotandolo di quattro motori. Questo progetto quadrimotore fu sviluppato in due varianti, il  Breguet Bre 482 dotato di quattro motori Hispano-Suiza 12Y-20/21 da 860 CV, e  Bre 483 dotato di motori statunitensi Pratt & Whitney
Il 12 maggio 1938 il Ministero dell'aeronautica emise un ordine per la costruzione di due prototipi del Bre 482 per un importo complessivo di 11,2 milioni di franchi, più 2 milioni di premi di produzione. La costruzione dei due velivoli iniziò immediatamente negli stabilimenti Breguet di Vélizy-Villacoublay, parallelamente ai test sui modelli nella galleria del vento. Questi test rivelarono un fenomeno interessante: la resistenza dei radiatori di raffreddamento del motore diminuiva quando i motori erano caldi.  L'ingegnere incaricato dello studio delle gondole dei motori fu René Leduc, che applicò in tal modo i principi che diedero origine ai suoi ugelli termopropulsivi. Alla fine del 1939, i motori Hispano-Suiza 12Y-20/21, da 860 CV, furono sostituiti dai motori 12Y-50/51 da 1100 CV.
L'offensiva tedesca del maggio1940 colse i prototipi ancora in costruzione nello stabilimento di Vélizy-Villacoublay. L'avanzata tedesca fu così rapida che si decise di evacuare tutti e due i prototipi del bombardiere. Il primo fu portato a Beaune, città portuale nell'Algeria orientale. L'aereo non prese comunque parte alle operazioni militari, e nel novembre 1942, dopo lo sbarco alleato in Africa (operazione Torch), la Luftwaffe effettuò un raid su Bona, durante il quale il prototipo venne distrutto.
Il secondo prototipo del bombardiere, completo all'80%, fu evacuato ad Anglet nei Pirenei, dove aveva sede una filiale della fabbrica Breguet. Lì venne scoperto dalle commissioni di controllo tedesche, che però non mostrarono alcun interesse per il velivolo. I tecnici i francesi svilupparono – almeno sulla carta – altre versioni dell'aereo. Ad esempio, il Bre 482.24Z avrebbe dovuto avere due motori Hispano-Suiza 24Z da 2.500 CV e una torretta di coda.

## Descrizione tecnica
Aereo da bombardamento pesante, monoplano, quadrimotore a cinque posti. Le ali erano costruite attorno a  tre longheroni e dotate di ipersostentatori siti in posizione mediana.
La fusoliera, di costruzione interamente metallica, aveva una sezione trasversale ovale con un muso in vetro arcuato che garantiva un'ottima visibilità. All'interno della fusoliera vi era la stiva bombe lunga 5,27 m. L'impennaggio di coda era del tipo bideriva.
L'equipaggio era composto da 4 persone. Il carrello di atterraggio era triciclo, posteriore, retrattile.  Le gambe principali del carrello rientravano, per rotazione, all'interno delle gondole centrali dei motori.
L'armamento era composto da un cannone Hispano-Suiza HS 404 da 20 mm installato in una torretta azionata elettricamente sita nella parte posteriore della fusoliera. Il munizionamento del cannone era di 180 proiettili.  Una mitragliatrice MAC 34 da 7,5 mm era posizionata nella parte anteriore della fusoliera e altre due nella parte inferiore; la mitragliatrice anteriore disponeva di 500 colpi, le due inferiori di 600 ciascuna. Il carico di bombe era pari a 2.500 kg; la sua stiva poteva contenere una bomba da 500 kg e dieci da 200 kg. L'apparato propulsivo era composto da 4 motori in linea, dotati di turbocompressore Turbomeca, Hispano-Suiza 12ZT a 12 cilindri eroganti la potenza di 1 350 CV (1 007 kW), ed azionanti eliche tripala metalliche Chauvière, del diametro di 3,20 m.  Le gondole dei motori esterni erano dotate di radiatori per il raffreddamento di entrambi i motori, posizionati sulla consolle alare.

## Impiego operativo
Dopo la liberazione della Francia, con contratto del 21 gennaio 1946 fu deciso di completare il velivolo a scopo sperimentale, abbandonando ogni sviluppo come bombardiere, senza alcun equipaggiamento militare, ed equipaggiato con i nuovi motori Hispano-Suiza 12Z, da 1350 CV. Una volta completato fu poi trasportato su strada a Tolosa-Francazal, dove uscì dall'officina nel luglio 1947, ed i primi test dei motori rivelarono un funzionamento irregolare. Dopo una lunga messa a punto, il velivolo effettuò il suo primo volo ufficiale il 28 novembre 1947 (dopo brevi voli il giorno 27, contrassegnati dal costruttore come "volo n. 1"). Fin dal primo volo, i motori Hispano-Suiza 12Z costituirono un problema: per sostituire i pistoni fu necessario smontarli. Il secondo volo non ebbe luogo prima dell'8 gennaio 1948. Nonostante tutti gli sforzi dei meccanici, i motori non riuscirono mai a essere resi affidabili, rallentando i voli di collaudo. L'ultimo di essi ebbe luogo il 6 agosto 1948; a quel tempo l'aereo aveva volato solo 10 ore e 40 minuti.   Poi l'aereo venne accantonato.
Il programma Bre 482 fu riattivato nell'agosto del 1950, con l'intenzione di trasformare l'aereo in velivolo lanciamissili, in quanto all'epoca era l'unico aereo pesante francese in grado di superare i 500 km/h. Fu presa in considerazione l'ipotesi di rimotorizzare il prototipo con i motori Junkers Jumo 211, ma alla fine si decise di mantenere gli Hispano-Suiza 12Z nonostante la loro scarsa affidabilità. I lavori sul prototipo furono eseguiti rapidamente e il 13 settembre 1950 venne effettuato un nuovo volo, con l'aereo che aveva ricevuto la matricola civile F-WFRM. Alla fine di questo volo i motori 12Z dovettero essere nuovamente sostituiti. Il programma fu interrotto e il Bre 482 fu ritirato dal servizio all'inizio del 1951, dopo aver effettuato 19 voli in poco più di 3 anni e demolito l'anno successivo.

## Versioni
- Bre 480: progetto originale, alimentato da due motori radiali Gnome-et-Rhône 14L. Mai costruito.[4]
- Bre 481: versioni proposte con due motori Hispano-Suiza 12Y e superficie alare ridotta.[4]
- Bre 481 B4: versione bombardiere pianificata del Bre 481. Non costruita.[4]
- Bre 481 Raid:  aereo da record a lungo raggio pianificato con superficie alare ulteriormente ridotta.[4][5]
- Bre 482 B4: versione da bombardamento quadrimotore dotata di motori Hispano-Suiza 12Z, costruita in due prototipi.[4]

## Utilizzatori
Francia
- Armée de l'air

### Annotazioni
1. ↑  Fu preso in considerazione l'utilizzo del velivolo come banco di prova per gli statoreattori Leduc o come lanciatore per dispositivi radioguidati, come la bomba planante Breguet 910, con ali in traliccio metallico e cemento, e relativo sistema di guida Turck.

### Fonti
1. 1 2  Green 1967, p. 132.
2. 1 2 3  Airwar.
3. 1 2 3 4 5 6 7 8 9 10 11 12 13 14 15 16 17 18 19 20 21 22  Aviations Militaires.
4. 1 2 3 4 5 6  Green 1967, p. 129.
5. 1 2 3  Green 1967, p. 131.
6. 1 2 3 4 5 6 7 8 9 10 11 12 13 14 15 16  Cuny, Leyvastre 1977, p. 39.
7. 1 2  Cuny, Leyvastre 1977, p. 38.